# 奧地利的利奧波德·威廉大公
利奧波德·威廉·馮·奧地利（德語：Leopold Wilhelm von Österreich，1614年1月5日—1662年11月20日），神聖羅馬帝國將軍和藝術贊助者。是神聖羅馬帝國皇帝斐迪南三世的弟弟，在三十年戰爭和法西戰爭期間中的諸多戰役擔任指揮。於1656年他放棄尼德蘭總督的職位並為到維也納。
利奧波德·威廉於1639年被其兄長任為帝國指揮官，他於1641年成為條頓騎士團的大團長。他在1642年布萊登菲爾德戰役慘敗後辭職，直到帝國軍隊於1645年在揚考戰役中被瑞典軍隊擊敗後才重新就任。1647年他成為了尼德蘭總督，並對抗該處的法軍和荷蘭軍。他協助簽訂結束三十年戰爭的西發里亞條約，並擔任該職位直到1656年。